# Ryttere og hold i Tour de France 2010
Dette er en liste over ryttere og hold, som deltager i Tour de France 2010.
| Forklaring | Forklaring                                                                                  | Forklaring | Forklaring                                                                    |
| ---------- | ------------------------------------------------------------------------------------------- | ---------- | ----------------------------------------------------------------------------- |
| Nr.        | Rytterens startnummer                                                                       | Pos.       | Placering i det samlede klassement                                            |
| HD         | Angiver, at en rytter sluttede uden for tidsgrænsen, efterfulgt af etapen, hvor dette skete | DNS        | Angiver at en rytter ikke startede, efterfulgt af etapen, som de trak sig før |
| DNF        | Angiver en rytter, som ikke kom i mål, efterfulgt af etapen, hvor dette skete               |            |                                                                               |

| Astana Pro Team AST      | Astana Pro Team AST        | Astana Pro Team AST | Astana Pro Team AST |
| ------------------------ | -------------------------- | ------------------- | ------------------- |
| Nr.                      |                            | Alder               | Pos.                |
| 1                        | Alberto Contador (ESP)     | 28                  |                     |
| 2                        | David de la Fuente (ESP)   | 29                  |                     |
| 3                        | Andriy Hryvko (UKR)        | 27                  |                     |
| 4                        | Jesús Hernández (ESP)      | 29                  |                     |
| 5                        | Maxim Iglinsky (KAZ)       | 29                  |                     |
| 6                        | Daniel Navarro (ESP)       | 27                  |                     |
| 7                        | Benjamín Noval (ESP)       | 31                  |                     |
| 8                        | Paolo Tiralongo (ITA)      | 33                  |                     |
| 9                        | Alexander Vinokourov (KAZ) | 37                  |                     |
| Holdleder: Yvon Sanquier |                            |                     |                     |

| Team Saxo Bank SAX     | Team Saxo Bank SAX                                   | Team Saxo Bank SAX | Team Saxo Bank SAX |
| ---------------------- | ---------------------------------------------------- | ------------------ | ------------------ |
| Nr.                    |                                                      | Alder              | Pos.               |
| 11                     | Andy Schleck (LUX) Luxembourgsk mester i enkeltstart | 25                 |                    |
| 12                     | Matti Breschel (DEN)                                 | 26                 |                    |
| 13                     | Fabian Cancellara (SUI) Verdensmester i enkeltstart  | 29                 |                    |
| 14                     | Jakob Fuglsang (DEN) Dansk mester i enkeltstart      | 25                 |                    |
| 15                     | Stuart O'Grady (AUS)                                 | 37                 |                    |
| 16                     | Fränk Schleck (LUX) Luxembourgsk mester i linjeløb   | 30                 | DNF-3              |
| 17                     | Chris Anker Sørensen (DEN)                           | 26                 |                    |
| 18                     | Nicki Sørensen (DEN) Dansk mester i linjeløb         | 35                 |                    |
| 19                     | Jens Voigt (GER)                                     | 39                 |                    |
| Holdleder: Bjarne Riis |                                                      |                    |                    |

| Team RadioShack RSH       | Team RadioShack RSH     | Team RadioShack RSH | Team RadioShack RSH |
| ------------------------- | ----------------------- | ------------------- | ------------------- |
| Nr.                       |                         | Alder               | Pos.                |
| 21                        | Lance Armstrong (USA)   | 38                  |                     |
| 22                        | Janez Brajkovic (SLO)   | 26                  |                     |
| 23                        | Chris Horner (USA)      | 39                  |                     |
| 24                        | Andreas Klöden (GER)    | 35                  |                     |
| 25                        | Levi Leipheimer (USA)   | 37                  |                     |
| 26                        | Dimitry Muravyev (KAZ)  | 31                  |                     |
| 27                        | Sérgio Paulinho (POR)   | 30                  |                     |
| 28                        | Yaroslav Popovych (UKR) | 30                  |                     |
| 29                        | Grégory Rast (SUI)      | 30                  |                     |
| Holdleder: Johan Bruyneel |                         |                     |                     |

| Team Sky SKY               | Team Sky SKY                                          | Team Sky SKY | Team Sky SKY |
| -------------------------- | ----------------------------------------------------- | ------------ | ------------ |
| Nr.                        |                                                       | Alder        | Pos.         |
| 31                         | Bradley Wiggins (GBR) Britisk mester i enkeltstart    | 30           |              |
| 32                         | Michael Barry (CAN)                                   | 34           |              |
| 33                         | Steve Cummings (GBR)                                  | 29           |              |
| 34                         | Juan Antonio Flecha (ESP)                             | 32           |              |
| 35                         | Simon Gerrans (AUS)                                   | 30           | DNS-9        |
| 36                         | Edvald Boasson Hagen (NOR) Norsk mester i enkeltstart | 23           |              |
| 37                         | Thomas Löfkvist (SWE)                                 | 26           |              |
| 38                         | Serge Pauwels (BEL)                                   | 26           |              |
| 39                         | Geraint Thomas (GBR) Britisk mester i linjeløb        | 24           |              |
| Holdleder: Dave Brailsford |                                                       |              |              |

| Liquigas-Doimo LIQ        | Liquigas-Doimo LIQ                                        | Liquigas-Doimo LIQ | Liquigas-Doimo LIQ | Liquigas-Doimo LIQ |
| ------------------------- | --------------------------------------------------------- | ------------------ | ------------------ | ------------------ |
| Nr.                       |                                                           | Alder              | Pos.               |                    |
| 41                        | Ivan Basso (ITA)                                          | 32                 |                    |                    |
| 42                        | Francesco Bellotti (ITA)                                  | 30                 |                    |                    |
| 43                        | Kristjan Koren (SLO)                                      | 24                 |                    |                    |
| 44                        | Roman Kreuziger (CZE)                                     | 24                 |                    |                    |
| 45                        | Aleksandr Kuschynski (BLR) Hviderussisk mester i linjeløb | 30                 |                    |                    |
| 46                        | Daniel Oss (ITA)                                          | 23                 |                    |                    |
| 47                        | Manuel Quinziato (ITA)                                    | 30                 |                    |                    |
| 48                        | Sylwester Szmyd (POL)                                     | 32                 |                    |                    |
| 49                        | Brian Vandborg (DEN)                                      | 28                 |                    |                    |
| Holdleder: Roberto Amadio |                                                           |                    |                    |                    |

| Garmin-Transitions GRM        | Garmin-Transitions GRM                                | Garmin-Transitions GRM | Garmin-Transitions GRM | Garmin-Transitions GRM |
| ----------------------------- | ----------------------------------------------------- | ---------------------- | ---------------------- | ---------------------- |
| Nr.                           |                                                       | Alder                  | Pos.                   |                        |
| 51                            | Christian Vande Velde (USA)                           | 34                     | DNS-3                  |                        |
| 52                            | Julian Dean (NZL)                                     | 35                     |                        |                        |
| 53                            | Tyler Farrar (USA)                                    | 26                     | DNF-12                 |                        |
| 54                            | Ryder Hesjedal (CAN)                                  | 29                     |                        |                        |
| 55                            | Robert Hunter (RSA)                                   | 33                     | DNS-11                 |                        |
| 56                            | Martijn Maaskant (NED)                                | 26                     |                        |                        |
| 57                            | David Millar (GBR)                                    | 33                     |                        |                        |
| 58                            | Johan Vansummeren (BEL)                               | 29                     |                        |                        |
| 59                            | David Zabriskie (USA) Amerikansk mester i enkeltstart | 31                     |                        |                        |
| Holdleder: Jonathan Vaughters |                                                       |                        |                        |                        |

| Française des Jeux FDJ | Française des Jeux FDJ    | Française des Jeux FDJ | Française des Jeux FDJ | Française des Jeux FDJ |
| ---------------------- | ------------------------- | ---------------------- | ---------------------- | ---------------------- |
| Nr.                    |                           | Alder                  | Pos.                   |                        |
| 61                     | Christophe Le Mével (FRA) | 29                     |                        |                        |
| 62                     | Sandy Casar (FRA)         | 31                     |                        |                        |
| 63                     | Rémy Di Grégorio (FRA)    | 24                     |                        |                        |
| 64                     | Anthony Geslin (FRA)      | 30                     |                        |                        |
| 65                     | Mathieu Ladagnous (FRA)   | 25                     |                        |                        |
| 66                     | Anthony Roux (FRA)        | 23                     |                        |                        |
| 67                     | Jérémy Roy (FRA)          | 27                     |                        |                        |
| 68                     | Wesley Sulzberger (AUS)   | 23                     |                        |                        |
| 69                     | Benoît Vaugrenard (FRA)   | 28                     |                        |                        |
| Holdleder: Marc Madiot |                           |                        |                        |                        |

| Team Katusha KAT         | Team Katusha KAT                                      | Team Katusha KAT | Team Katusha KAT | Team Katusha KAT |
| ------------------------ | ----------------------------------------------------- | ---------------- | ---------------- | ---------------- |
| Nr.                      |                                                       | Alder            | Pos.             |                  |
| 71                       | Vladimir Karpets (RUS)                                | 29               | DNS-9            |                  |
| 72                       | Pavel Brutt (RUS)                                     | 28               |                  |                  |
| 73                       | Sergej Ivanov (RUS)                                   | 35               |                  |                  |
| 74                       | Alexandr Kolobnev (RUS) Russisk mester i linjeløb     | 29               |                  |                  |
| 75                       | Robbie McEwen (AUS)                                   | 38               |                  |                  |
| 76                       | Alexandre Pliuschin (MDA) Moldavisk mester i linjeløb | 23               |                  |                  |
| 77                       | Joaquim Rodríguez (ESP)                               | 31               |                  |                  |
| 78                       | Stijn Vandenbergh (BEL)                               | 26               | HD-7             |                  |
| 79                       | Eduard Vorganov (RUS)                                 | 27               |                  |                  |
| Holdleder: Andrei Tchmil |                                                       |                  |                  |                  |

| Ag2r-La Mondiale ALM      | Ag2r-La Mondiale ALM                              | Ag2r-La Mondiale ALM | Ag2r-La Mondiale ALM | Ag2r-La Mondiale ALM |
| ------------------------- | ------------------------------------------------- | -------------------- | -------------------- | -------------------- |
| Nr.                       |                                                   | Alder                | Pos.                 |                      |
| 81                        | Nicolas Roche (IRL)                               | 26                   |                      |                      |
| 82                        | Maxime Bouet (FRA)                                | 23                   |                      |                      |
| 83                        | Dimitri Champion (FRA)                            | 26                   |                      |                      |
| 84                        | Martin Elmiger (SUI) Schweizisk mester i linjeløb | 31                   |                      |                      |
| 85                        | John Gadret (FRA)                                 | 31                   |                      |                      |
| 86                        | David Lelay (FRA)                                 | 30                   | DNF-3                |                      |
| 87                        | Lloyd Mondory (FRA)                               | 28                   |                      |                      |
| 88                        | Rinaldo Nocentini (ITA)                           | 32                   |                      |                      |
| 89                        | Christophe Riblon (FRA)                           | 29                   |                      |                      |
| Holdleder: Vincent Lavenu |                                                   |                      |                      |                      |

| Cervélo TestTeam CTT    | Cervélo TestTeam CTT                                     | Cervélo TestTeam CTT | Cervélo TestTeam CTT | Cervélo TestTeam CTT |
| ----------------------- | -------------------------------------------------------- | -------------------- | -------------------- | -------------------- |
| Nr.                     |                                                          | Alder                | Pos.                 |                      |
| 91                      | Carlos Sastre (ESP)                                      | 35                   |                      |                      |
| 92                      | Xavier Florencio (ESP)                                   | 30                   | DNS-P                |                      |
| 93                      | Volodymir Gustov (UKR)                                   | 33                   |                      |                      |
| 94                      | Jeremy Hunt (GBR)                                        | 36                   |                      |                      |
| 95                      | Thor Hushovd (NOR) Norsk mester i linjeløb               | 32                   |                      |                      |
| 96                      | Andreas Klier (GER)                                      | 34                   |                      |                      |
| 97                      | Ignatas Konovalovas (LTU) Lithauisk mester i enkeltstart | 24                   |                      |                      |
| 98                      | Brett Lancaster (AUS)                                    | 30                   |                      |                      |
| 99                      | Daniel Lloyd (GBR)                                       | 29                   |                      |                      |
| Holdleder: Joop Alberda |                                                          |                      |                      |                      |

| Omega Pharma-Lotto OLO   | Omega Pharma-Lotto OLO      | Omega Pharma-Lotto OLO | Omega Pharma-Lotto OLO | Omega Pharma-Lotto OLO |
| ------------------------ | --------------------------- | ---------------------- | ---------------------- | ---------------------- |
| Nr.                      |                             | Alder                  | Pos.                   |                        |
| 101                      | Jurgen Van Den Broeck (BEL) | 27                     |                        |                        |
| 102                      | Mario Aerts (BEL)           | 35                     |                        |                        |
| 103                      | Francis De Greef (BEL)      | 25                     |                        |                        |
| 104                      | Mickaël Delage (FRA)        | 24                     | DNF-2                  |                        |
| 105                      | Sebastian Lang (GER)        | 30                     |                        |                        |
| 106                      | Matthew Lloyd (AUS)         | 27                     |                        |                        |
| 107                      | Daniel Moreno (ESP)         | 28                     |                        |                        |
| 108                      | Jurgen Roelandts (BEL)      | 25                     |                        |                        |
| 109                      | Charles Wegelius (GBR)      | 32                     | DNS-11                 |                        |
| Holdleder: Marc Sergeant |                             |                        |                        |                        |

| Team HTC-Columbia THR    | Team HTC-Columbia THR                             | Team HTC-Columbia THR | Team HTC-Columbia THR | Team HTC-Columbia THR |
| ------------------------ | ------------------------------------------------- | --------------------- | --------------------- | --------------------- |
| Nr.                      |                                                   | Alder                 | Pos.                  |                       |
| 111                      | Mark Cavendish (GBR)                              | 25                    |                       |                       |
| 112                      | Bernhard Eisel (AUT)                              | 29                    |                       |                       |
| 113                      | Bert Grabsch (GER)                                | 35                    |                       |                       |
| 114                      | Adam Hansen (AUS)                                 | 29                    | DNS-2                 |                       |
| 115                      | Tony Martin (GER) Tysk mester i enkeltstart       | 25                    |                       |                       |
| 116                      | Maxime Monfort (BEL) Belgisk mester i enkeltstart | 27                    |                       |                       |
| 117                      | Mark Renshaw (AUS)                                | 27                    | DNF-12                |                       |
| 118                      | Michael Rogers (AUS)                              | 30                    |                       |                       |
| 119                      | Kanstantsin Siutsou (BLR)                         | 27                    |                       |                       |
| Holdleder: Bob Stapleton |                                                   |                       |                       |                       |

| BMC Racing Team BMC      | BMC Racing Team BMC                                | BMC Racing Team BMC | BMC Racing Team BMC | BMC Racing Team BMC |
| ------------------------ | -------------------------------------------------- | ------------------- | ------------------- | ------------------- |
| Nr.                      |                                                    | Alder               | Pos.                |                     |
| 121                      | Cadel Evans (AUS) Verdensmester i linjeløbs        | 33                  |                     |                     |
| 122                      | Alessandro Ballan (ITA)                            | 30                  |                     |                     |
| 123                      | Brent Bookwalter (USA)                             | 26                  |                     |                     |
| 124                      | Marcus Burghardt (GER)                             | 27                  |                     |                     |
| 125                      | Mathias Frank (SUI)                                | 23                  | DNS-1               |                     |
| 126                      | George Hincapie (USA) Amerikansk mester i linjeløb | 37                  |                     |                     |
| 127                      | Karsten Kroon (NED)                                | 34                  |                     |                     |
| 128                      | Steve Morabito (SUI)                               | 27                  |                     |                     |
| 129                      | Mauro Santambrogio (ITA)                           | 25                  | DNF-15              |                     |
| Holdleder: John Lelangue |                                                    |                     |                     |                     |

| Quick Step QST              | Quick Step QST            | Quick Step QST | Quick Step QST | Quick Step QST |
| --------------------------- | ------------------------- | -------------- | -------------- | -------------- |
| Nr.                         |                           | Alder          | Pos.           |                |
| 131                         | Sylvain Chavanel (FRA)    | 31             |                |                |
| 132                         | Carlos Barredo (ESP)      | 29             |                |                |
| 133                         | Kevin De Weert (BEL)      | 28             |                |                |
| 134                         | Dries Devenyns (BEL)      | 27             |                |                |
| 135                         | Jérôme Pineau (FRA)       | 30             |                |                |
| 136                         | Francesco Reda (ITA)      | 27             | DNF-18         |                |
| 137                         | Kevin Seeldraeyers (BEL)  | 23             |                |                |
| 138                         | Jurgen Van de Walle (BEL) | 33             |                |                |
| 139                         | Maarten Wijnants (BEL)    | 28             |                |                |
| Holdleder: Patrick Lefevere |                           |                |                |                |

| Team Milram MRM             | Team Milram MRM                                 | Team Milram MRM | Team Milram MRM | Team Milram MRM |
| --------------------------- | ----------------------------------------------- | --------------- | --------------- | --------------- |
| Nr.                         |                                                 | Alder           | Pos.            |                 |
| 141                         | Linus Gerdemann (GER)                           | 27              |                 |                 |
| 142                         | Gerald Ciolek (GER)                             | 23              |                 |                 |
| 143                         | Johannes Fröhlinger (GER)                       | 25              |                 |                 |
| 144                         | Roger Kluge (GER)                               | 24              | DNS-9           |                 |
| 145                         | Christian Knees (GER) Tysk mester i linjeløb    | 29              |                 |                 |
| 146                         | Luke Roberts (AUS)                              | 33              |                 |                 |
| 147                         | Thomas Rohregger (AUT)                          | 27              |                 |                 |
| 148                         | Niki Terpstra (NED) Hollandsk mester i linjeløb | 26              | DNS-3           |                 |
| 149                         | Fabian Wegmann (GER)                            | 30              |                 |                 |
| Holdleder: Gerry Van Gerwen |                                                 |                 |                 |                 |

| Bbox Bouygues Telecom BTL       | Bbox Bouygues Telecom BTL                         | Bbox Bouygues Telecom BTL | Bbox Bouygues Telecom BTL | Bbox Bouygues Telecom BTL |
| ------------------------------- | ------------------------------------------------- | ------------------------- | ------------------------- | ------------------------- |
| Nr.                             |                                                   | Alder                     | Pos.                      |                           |
| 151                             | Thomas Voeckler (FRA) Fransk mester i linjeløb    | 31                        |                           |                           |
| 152                             | Yukiya Arashiro (JPN)                             | 25                        |                           |                           |
| 153                             | Anthony Charteau (FRA)                            | 31                        |                           |                           |
| 154                             | Pierrick Fédrigo (FRA)                            | 31                        |                           |                           |
| 155                             | Cyril Gautier (FRA)                               | 22                        |                           |                           |
| 156                             | Pierre Rolland (FRA)                              | 23                        |                           |                           |
| 157                             | Matthieu Sprick (FRA)                             | 28                        |                           |                           |
| 158                             | Sébastien Turgot (FRA)                            | 26                        |                           |                           |
| 159                             | Nicolas Vogondy (FRA) Fransk mester i enkeltstart | 32                        |                           |                           |
| Holdleder: Jean-René Bernaudeau |                                                   |                           |                           |                           |

| Caisse d'Epargne GCE     | Caisse d'Epargne GCE                                | Caisse d'Epargne GCE | Caisse d'Epargne GCE | Caisse d'Epargne GCE |
| ------------------------ | --------------------------------------------------- | -------------------- | -------------------- | -------------------- |
| Nr.                      |                                                     | Alder                | Pos.                 |                      |
| 161                      | Luis León Sánchez (ESP) Spansk mester i enkeltstart | 26                   |                      |                      |
| 162                      | Rui Costa (POR) Portugisisk mester i enkeltstart    | 23                   |                      |                      |
| 163                      | Imanol Erviti (ESP)                                 | 25                   |                      |                      |
| 164                      | Iván Gutiérrez (ESP) Spansk mester i linjeløb       | 31                   |                      |                      |
| 165                      | Vasil Kiryienka (BLR)                               | 29                   |                      |                      |
| 166                      | Christophe Moreau (FRA)                             | 39                   |                      |                      |
| 167                      | Mathieu Perget (FRA)                                | 28                   |                      |                      |
| 168                      | Rubén Plaza (ESP)                                   | 30                   |                      |                      |
| 169                      | José Joaquín Rojas (ESP)                            | 25                   |                      |                      |
| Holdleder: Eusebio Unzue |                                                     |                      |                      |                      |

| Cofidis COF           | Cofidis COF            | Cofidis COF | Cofidis COF | Cofidis COF |
| --------------------- | ---------------------- | ----------- | ----------- | ----------- |
| Nr.                   |                        | Alder       | Pos.        |             |
| 171                   | Rein Taaramäe (EST)    | 23          | DNF-31      |             |
| 172                   | Stéphane Augé (FRA)    | 35          |             |             |
| 173                   | Samuel Dumoulin (FRA)  | 29          | DNS-12      |             |
| 174                   | Julien El Fares (FRA)  | 25          |             |             |
| 175                   | Christophe Kern (FRA)  | 29          |             |             |
| 176                   | Sébastien Minard (FRA) | 28          |             |             |
| 177                   | Amaël Moinard (FRA)    | 28          |             |             |
| 178                   | Damien Monier (FRA)    | 27          |             |             |
| 179                   | Rémi Pauriol (FRA)     | 28          |             |             |
| Holdleder: Éric Boyer |                        |             |             |             |

| Euskaltel-Euskadi EUS                | Euskaltel-Euskadi EUS | Euskaltel-Euskadi EUS | Euskaltel-Euskadi EUS | Euskaltel-Euskadi EUS |
| ------------------------------------ | --------------------- | --------------------- | --------------------- | --------------------- |
| Nr.                                  |                       | Alder                 | Pos.                  |                       |
| 181                                  | Samuel Sánchez (ESP)  | 32                    |                       |                       |
| 182                                  | Iñaki Isasi (ESP)     | 33                    |                       |                       |
| 183                                  | Egoi Martínez (ESP)   | 32                    |                       |                       |
| 184                                  | Juan José Oroz (ESP)  | 30                    | DNS-7                 |                       |
| 185                                  | Alan Pérez (ESP)      | 28                    |                       |                       |
| 186                                  | Rubén Pérez (ESP)     | 28                    |                       |                       |
| 187                                  | Amets Txurruka (ESP)  | 27                    | DNS-5                 |                       |
| 188                                  | Iván Velasco (ESP)    | 30                    |                       |                       |
| 189                                  | Gorka Verdugo (ESP)   | 31                    |                       |                       |
| Holdleder: Igor González de Galdeano |                       |                       |                       |                       |

| Rabobank RAB             | Rabobank RAB             | Rabobank RAB | Rabobank RAB | Rabobank RAB |
| ------------------------ | ------------------------ | ------------ | ------------ | ------------ |
| Nr.                      |                          | Alder        | Pos.         |              |
| 191                      | Denis Menchov (RUS)      | 32           |              |              |
| 192                      | Lars Boom (NED)          | 24           |              |              |
| 193                      | Óscar Freire (ESP)       | 34           |              |              |
| 194                      | Juan Manuel Gárate (ESP) | 34           |              |              |
| 195                      | Robert Gesink (NED)      | 24           |              |              |
| 196                      | Koos Moerenhout (NED)    | 36           |              |              |
| 197                      | Grischa Niermann (GER)   | 34           |              |              |
| 198                      | Bram Tankink (NED)       | 31           | DNS-16       |              |
| 199                      | Maarten Tjallingii (NED) | 32           |              |              |
| Holdleder: Erik Breukink |                          |              |              |              |

| Lampre-Farnese Vini LAM     | Lampre-Farnese Vini LAM   | Lampre-Farnese Vini LAM | Lampre-Farnese Vini LAM | Lampre-Farnese Vini LAM |
| --------------------------- | ------------------------- | ----------------------- | ----------------------- | ----------------------- |
| Nr.                         |                           | Alder                   | Pos.                    |                         |
| 201                         | Damiano Cunego (ITA)      | 28                      |                         |                         |
| 202                         | Grega Bole (SLO)          | 24                      |                         |                         |
| 203                         | Mauro Da Dalto (ITA)      | 29                      |                         |                         |
| 204                         | Francesco Gavazzi (ITA)   | 25                      |                         |                         |
| 205                         | Mirco Lorenzetto (ITA)    | 29                      |                         |                         |
| 206                         | Danilo Hondo (GER)        | 36                      |                         |                         |
| 207                         | Adriano Malori (ITA)      | 22                      |                         |                         |
| 208                         | Alessandro Petacchi (ITA) | 36                      |                         |                         |
| 209                         | Simon Špilak (SLO)        | 24                      | DNF-17                  |                         |
| Holdleder: Giuseppe Saronni |                           |                         |                         |                         |

| Footon-Servetto-Fuji FOT  | Footon-Servetto-Fuji FOT     | Footon-Servetto-Fuji FOT | Footon-Servetto-Fuji FOT | Footon-Servetto-Fuji FOT |
| ------------------------- | ---------------------------- | ------------------------ | ------------------------ | ------------------------ |
| Nr.                       |                              | Alder                    | Pos.                     |                          |
| 211                       | Eros Capecchi (ITA)          | 24                       |                          |                          |
| 212                       | José Alberto Benítez (ESP)   | 28                       |                          |                          |
| 213                       | Manuel Antonio Cardoso (POR) | 27                       | DNS-1                    |                          |
| 214                       | Arkaitz Durán (ESP)          | 24                       |                          |                          |
| 215                       | Markus Eibegger (AUT)        | 25                       | DNF-9                    |                          |
| 216                       | Fabio Felline (ITA)          | 20                       | DNS-9                    |                          |
| 217                       | Iban Mayoz (ESP)             | 28                       | DNS-16                   |                          |
| 218                       | Aitor Pérez (ESP)            | 33                       |                          |                          |
| 219                       | Rafael Valls (ESP)           | 23                       |                          |                          |
| Holdleder: Mauro Gianetti |                              |                          |                          |                          |